# San Antonio de la Laguna, Durango
San Antonio de la Laguna är en ort i Mexiko.   Den ligger i kommunen Santa Clara och delstaten Durango, i den centrala delen av landet, 700 km nordväst om huvudstaden Mexico City. San Antonio de la Laguna ligger 1 895 meter över havet och antalet invånare är 637.
Terrängen runt San Antonio de la Laguna är en högslätt. Runt San Antonio de la Laguna är det mycket glesbefolkat, med 7 invånare per kvadratkilometer. Närmaste större samhälle är Miguel Auza, 9,6 km söder om San Antonio de la Laguna. Omgivningarna runt San Antonio de la Laguna är i huvudsak ett öppet busklandskap.